# Lyonsdale
Lyonsdale – miasto w Stanach Zjednoczonych, w stanie Nowy Jork, w hrabstwie Lewis.